# Guatteria wachenheimii
Guatteria wachenheimii là loài thực vật có hoa thuộc họ Na. Loài này được Benoist mô tả khoa học đầu tiên năm 1927.